# Polder Nieuw Groenendijk
Polder Nieuw Groenendijk is een polder en een voormalig waterschap in de gemeente Alphen aan den Rijn (voorheen Rijnwoude, daarvoor Hazerswoude) in de Nederlandse provincie Zuid-Holland.
Het waterschap was verantwoordelijk voor de drooglegging en later de waterhuishouding in de polder.
In het oosten grenst de polder aan de Gemenewegse Polder, in het zuiden aan de Delfpolder. In het noorden grenst de polder aan de Oude Rijn en in het oosten aan de Westvaart.